# Брук Ісаак Семенович
Ісаак Семенович Брук (27 жовтня (9 листопада) 1902, Мінськ — 6 жовтня 1974) — радянський вчений у галузі електротехніки та обчислювальної техніки, член-кореспондент АН СРСР (1939).
Народився в бідній сім'ї службовця тютюнової фабрики.
У 1920 році закінчив реальне училище, в 1925 — Московський державний технічний університет імені Баумана.
Основні праці присвячені проблемам електроенергетичних систем, електричних і математичних машин. З 1935 року працював в Енергетичному інституті АН СРСР ім. Кржижановського.
У роки Радянсько-німецької війни продовжував дослідження в галузі електроенергетики, працював над системами управління зенітним вогнем, винайшов синхронізатор авіаційної гармати, яка стріляла через обертовий пропелер літака.
У 1947 р. І. С. Брук був обраний дійсним членом Академії артилерійських наук.
З 1948 року вів роботи з ЕОМ та управління з застосуванням засобів обчислювальної техніки. З 1956 року очолював Лабораторію керуючих машин і систем АН СРСР, з 1958 року був директором створеного на базі лабораторії Інституту електронних керуючих машин (що нині носить його ім'я).
Нагороджений трьома орденами, а також медалями.
Похований в Москві.